# Алексеевское муниципальное образование (Иркутская область)
Алексеевское городское поселение или Алексеевское муниципальное образование — муниципальное образование со статусом городского поселения в Киренском районе Иркутской области России.
Административный центр — рабочий посёлок (пгт) Алексеевск.

## Население
| 2010  | 2011  | 2012  | 2013  | 2014  | 2015  | 2016  |
| ----- | ----- | ----- | ----- | ----- | ----- | ----- |
| 2689  | ↘2678 | ↘2575 | ↘2509 | ↘2442 | ↘2391 | ↘2358 |
| 2017  | 2020  | 2021  |       |       |       |       |
| ↘2286 | ↘2141 | ↘1967 |       |       |       |       |

По результатам Всероссийской переписи населения 2010 года
численность населения муниципального образования составила 2689 человек, в том числе 1277 мужчин и 1412 женщин.

## Населённые пункты
В состав городского поселения входят населённые пункты:
| № | Населённый пункт | Тип                   | Население |
| - | ---------------- | --------------------- | --------- |
| 1 | Алексеевск       | рабочий посёлок (пгт) | ↘1852     |
| 2 | Алексеевка       | посёлок               | →4        |
| 3 | Воронежский      | посёлок               | ↘148      |